# 류환길
류환길(1962년 9월 22일 ~ 2009년 4월 21일)은 대한민국의 전 복싱 선수이다.

## 기본 정보
- 출생지 : 경상남도 남해군
- 직업 : 前 권투선수
- 데뷔 : 1979년 프로복싱 입문

## 경력
- 1984년 ~ 1985년 : 국제복싱연맹 주니어 라이트급 세계챔피언
- 1981년 : 동양태평양권투연맹 페더급 챔피언

## 생애
중학교 졸업 이후, 본격적으로 글러브를 끼었던 류환길은 1981년 페더급 동양챔피언에 오른 후, 1984년 로드 세퀴난(필리핀 국적)을 판정승으로 꺾고 IBF 주니어라이트급 챔피언 벨트를 차지하여, 투지가 강하고 독특한 헤어스타일로 링에 올라 한국판 헤글러라는 별명을 지었다.
또한, 1980년대 말 복싱계에서 은퇴한 후 음식점을 운영해 왔으나, 2006년 교통사고를 당해 사지가 마비되는 증상으로 병원에서 투병생활을 해오다가 2009년 4월 21일 세상을 떠났다.

## 같이 보기
- 김일
- 김득구
- 최요삼